# Ben Revere
Pour les articles homonymes, voir Revere.
Ben Daniel Revere (né le 3 mai 1988 à Atlanta, Géorgie, États-Unis) est un voltigeur de centre des Angels de Los Angeles de la Ligue majeure de baseball.
Il mène la Ligue nationale pour les coups sûrs en 2014 pour les Phillies de Philadelphie. 

## Carrière

### Twins du Minnesota

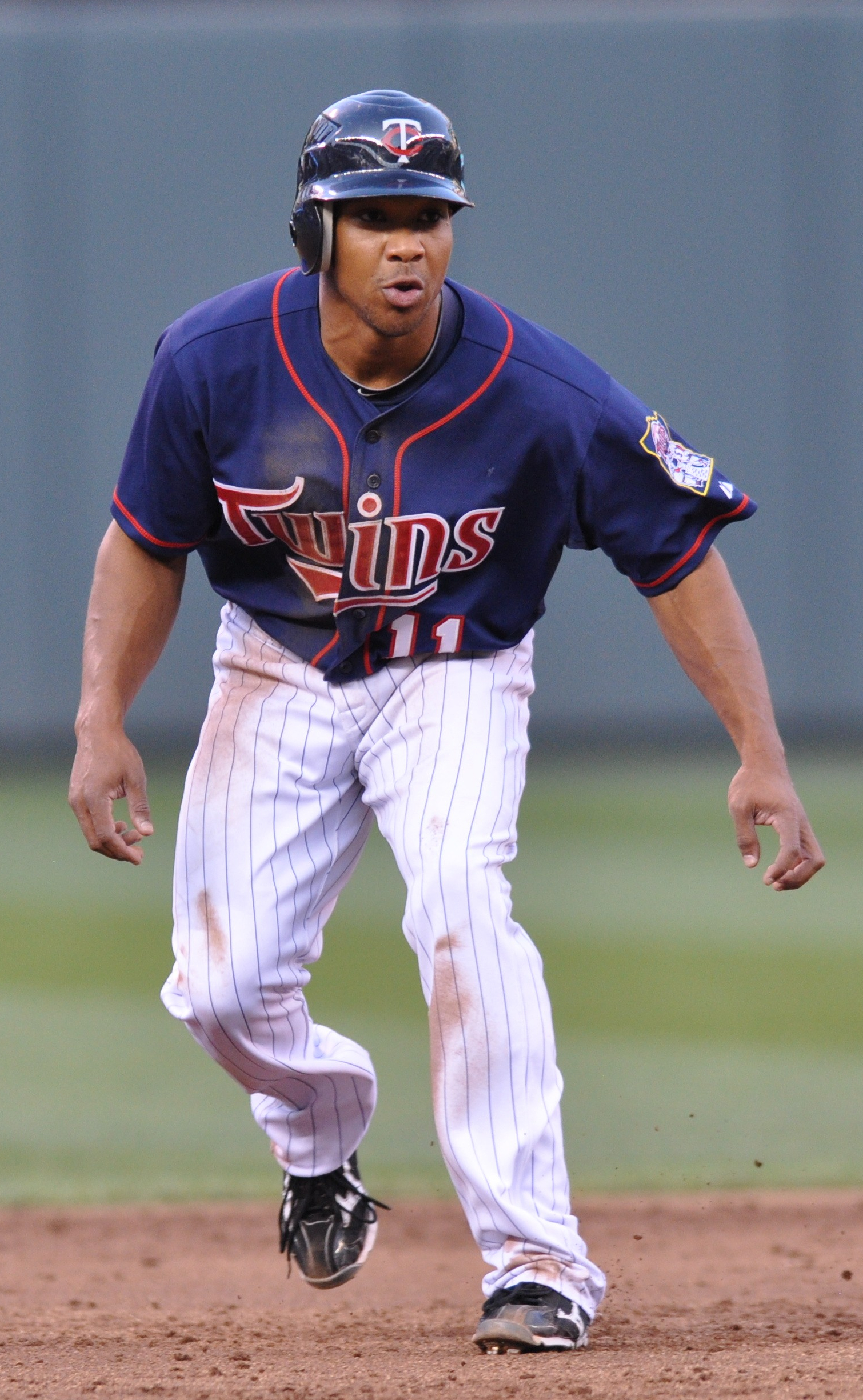
Ben Revere en 2012 avec les Twins du Minnesota.

Ben Revere est le drafté en première ronde par les Twins du Minnesota. Il est le 28e athlète sélectionné au total lors de la séance de repêchage amateur de 2008.
À son premier camp d'entraînement avec les Twins au printemps 2010, Revere attire les comparaisons avec une des légendes de la franchise, Kirby Puckett.
Le jeune voltigeur de centre est promu dans les majeures à la fin de la saison 2010 et il fait ses débuts pour les Twins le 7 septembre contre Kansas City. À sa quatrième partie jouée, le 19 septembre dans le match Oakland-Minnesota, Revere réussit ses deux premiers coups sûrs dans les grandes ligues, obtenus du lanceur Bobby Cramer.
Ex aequo avec Jemile Weeks des Athletics d'Oakland, Revere est nommé meilleure recrue du mois de juin 2011 dans la Ligue américaine. Le joueur des Twins frappe au cours du mois dans une moyenne au bâton de ,294 avec 14 points marqués et sept buts volés. En 117 parties jouées à sa saison recrue en 2011, Span maintient une moyenne au bâton de ,267 avec 30 points produits et 34 buts volés.
En 2012, Revere frappe pour ,294 en 124 parties jouées, avec de nouveaux sommets personnels de coups sûrs (150), de points marqués (70) et de points produits (32). Il réussit six triples et termine troisième de la Ligue américaine avec son plus haut total de buts volés (40) en une saison.

### Phillies de Philadelphie
Le 6 décembre 2012, les Twins échangent Ben Revere aux Phillies de Philadelphie en retour du lanceur droitier Vance Worley et du lanceur droitier des ligues mineures Trevor May.
En 2014, il mène la Ligue nationale avec 184 coups sûrs, à égalité avec son ancien coéquipier des Twins Denard Span, maintenant chez les Nationals de Washington. Revere termine également premier de la Nationale pour les simples (162), 3e pour la moyenne au bâton (,306) et 3e pour les buts volés (49). Il réussit 7 triples durant l'année et marque 71 fois.

### Blue Jays de Toronto
Le 31 juillet 2015, Philadelphie échange Ben Revere aux Blue Jays de Toronto contre les lanceurs droitiers de ligues mineures Jimmy Cordero et Alberto Tirado.

### Nationals de Washington
Le 8 janvier 2016, les Blue Jays échangent Ben Revere aux Nationals de Washington contre le lanceur de relève droitier Drew Storen.

### Angels de Los Angeles
Le 23 décembre 2016, Revere signe un contrat d'un an avec les Angels de Los Angeles.

## Statistiques
| Saison | Équipe    | G  | AB | R | H | 2B | 3B | HR | RBI | SB | BA   |
| ------ | --------- | -- | -- | - | - | -- | -- | -- | --- | -- | ---- |
| 2010   | Minnesota | 13 | 28 | 1 | 5 | 0  | 0  | 0  | 2   | 0  | .179 |
| Totaux | Totaux    | 13 | 28 | 1 | 5 | 0  | 0  | 0  | 2   | 0  | .179 |

Note : G = Matches joués ; AB = Passages au bâton; R = Points ; H = Coups sûrs ; 2B = Doubles ; 3B = Triples ; 
HR = Coup de circuit ; RBI = Points produits ; SB = Buts volés ; BA = Moyenne au bâton.